# بخش باک (شهرستان هاردین، اوهایو)
بخش باک (به انگلیسی: Buck Township) یک منطقهٔ مسکونی در ایالات متحده آمریکا است که در شهرستان هاردین، اوهایو واقع شده‌است.
 بخش باک ۷۹٫۴ کیلومتر مربع مساحت و ۲٬۴۴۹ نفر جمعیت دارد و ۲۹۹ متر بالاتر از سطح دریا واقع شده‌است.